# Национальная либеральная партия-Тэтэреску
Национальная либеральная партия-Тэтэреску (рум. Partidul Național Liberal-Tătărescu) — политическая партия в Румынии. Начиная с декабря 1947 года эта партия называлась Национально-либеральной партией-Бежан, так как лидер Георге Тэтэреску вышел из состава партии и был заменен Петре Бежаном.

## История
Партия стала результатом раскола в Национальной либеральной партии (НЛП), когда фракция вокруг генерального секретаря Георге Тэтэреску создала в конце 1944 года отдельную партийную организацию (другая фракция партии, поддерживавшая президента партии Дину Брэтиану, впоследствии была известна под названием НЛП-Брэтиану). В апреле 1946 года партия решила присоединиться к проправительственному Народно-демократическому фронту. На выборах в ноябре 1946 года фронт получил 347 из 414 мест, а НЛП-Тэтэреску — 75. На выборах 1948 года он баллотировался как НЛП-Бежан, в оппозиции к правительственной коалиции, получив лишь 7 мест. Вскоре после этого партия была запрещена коммунистическими властями РНР. Некоторые активисты перешли в жёсткую оппозицию и подверглись преследованиям (бывший член партии Георге Арсенеску командовал антикоммунстическим партизанским отрядом).

## Результаты выборов
| Выборы | Голоса                                    | %                                         | Места     | Позиция |
| ------ | ----------------------------------------- | ----------------------------------------- | --------- | ------- |
| 1946   | В составе Народно-демократического фронта | В составе Народно-демократического фронта | 75 из 414 | 2-я     |
| 1948   | 212,438                                   | 2.8 %                                     | 7 из 414  | 5-я     |